# 銅損
銅損（どうそん）は、インダクタや変圧器などのコイルにおいて、その巻線の抵抗成分により発生する損失である（理想的なインダクタに交流を掛けた場合、損失はゼロである）。失われた電気エネルギーはジュール熱となる。コアによる鉄損と合わせて、電動機や発電機、変圧器などの効率を低下させる要因の一つである。